# Liste des districts du Pendjab indien
L'état indien du Pendjab est divisé en 22 districts:
| District                    | Chef-lieu       | Superficie (km²) | Habitants (2001) | Habitants (2011) |
| --------------------------- | --------------- | ---------------- | ---------------- | ---------------- |
| District de Amritsar        | Amritsar        | 5 094            | 3 096 077        | 2 490 891        |
| District de Barnala         | Barnala         | 1 410            | 526 931          | 596 294          |
| District de Bathinda        | Bathinda        | 3 382            | 1 183 295        | 1 388 859        |
| District de Faridkot        | Faridkot        | 1 469            | 550 892          | 618 008          |
| District de Fatehgarh Sahib | Fatehgarh Sahib | 1 180            | 538 041          | 599 814.         |
| District de Fazilka         | Fazilka         |                  | 67 424           | 3 096 077        |
| District de Firozpur        | Firozpur        | 5 300            | 1 746 107        | 2 029 074        |
| District de Gurdaspur       | Gurdaspur       | 3 569            | 2 104 011        | 2 299 026        |
| District de Hoshiarpur      | Hoshiarpur      | 3 364            | 1 480 736        | 1 579 160        |
| District de Jalandhar       | Jalandhar       | 2 634            | 1 962 700        | 2 181 753        |
| District de Kapurthala      | Kapurthala      | 1 633            | 754 521          | 817 668          |
| District de Ludhiana        | Ludhiana        | 3 767            | 3 032 831        | 3 487 882        |
| District de Mansa           | Mansa           | 2 169            | 688 758          | 768 808          |
| District de Moga            | Moga            | 2 216            | 894 854          | 992 289          |
| District de Mohali          | Mohali          | 1 098            | 698 317          | 986 147          |
| District de Muktsar         | Muktsar         | 2 615            | 777 493          | 902 702          |
| District de Nawanshahr      | Nawanshahr      | 1 266            | 587 468          | 614 362          |
| District de Pathankot       | Pathankot       |                  |                  |                  |
| District de Patiala         | Patiala         | 3 627            | 1 844 934        | 1 892 282        |
| District de Rupnagar        | Rupnagar        | 2 056            | 1 116 108        | 684 627          |
| District de Sangrur         | Sangrur         | 5 021            | 2 000 173        | 1 655 169        |
| District de Tarn Taran      | Tarn Taran      | 2 449            | 939 057          | 1 120 070        |